# Destroyer stellaire
 (juillet 2014).
Si vous disposez d'ouvrages ou d'articles de référence ou si vous connaissez des sites web de qualité traitant du thème abordé ici, merci de compléter l'article en donnant les références utiles à sa vérifiabilité et en les liant à la section « Notes et références ».
Vaisseau spatial apparaissant dans
Star Wars.
Le destroyer stellaire ou croiseur interstellaire (nom original : Star Destroyer) est un vaisseau amiral apparaissant dans la saga Star Wars.

## Apparitions

### UniversLégendes
À la suite du rachat de la société Lucasfilm par The Walt Disney Company, tous les éléments racontés dans les produits dérivés datant d'avant le 26 avril 2014 ont été déclarés comme étant en dehors du canon et ont été regroupés sous l’appellation « Star Wars Légendes ».

## Conception et création

### Maquette
À l'origine, les maquettistes d'Industrial Light & Magic avaient prévu de repeindre un destroyer stellaire pour créer l’Executor. George Lucas et le directeur des effets spéciaux Joe Johnston ont finalement conçu un nouveau vaisseau, plus long et plus élancé, dans l'idée d'en faire le vaisseau amiral de Dark Vador. Les maquettistes durent se lancer dans la construction d'une maquette solide de plus de 2,5 mètres de long pour seulement une vingtaine de centimètres de largeur, ce qui était un défi technique. C'est Lorne Peterson qui a conçu celle-ci en aluminium alvéolé ultraléger. Finalement, la maquette était constituée de deux feuilles d'aluminium travaillées qui encapsulaient la structure alvéolée. Les dimensions finales de la maquette de l’Executor était de 92 × 282 × 33 centimètres.
Habituellement, les décors sur les maquettes de vaisseau de Star Wars étaient fait à partir de kits de pièces en plastique mais l’Executor a bénéficié de pièces uniques pour composer les structures qui parsèment le dessus du vaisseau. Si les lumières des destroyers stellaires classiques ont été faites avec de la fibre optique, l'illumination de l’Executor a elle été faite grâce à des tubes fluorescents néons placés à l'intérieur de la structure et elle était visible grâce au percement d'environ 25 000 fenêtres sur la maquette,.
La maquette de l’Executor coûta finalement 100 000 $ à construire. Satisfait de son rendu cinématographique, il fut décidé que l’Executor aurait une place plus importante dans Star Wars, épisode V : L'Empire contre-attaque et trois maquettes supplémentaires furent créées.

### Tournage
La plupart des scènes à l'intérieur de l’Executor dans Star Wars, épisode V : L'Empire contre-attaque ont été tournées dans deux décors conçus par Norman Reynolds et construits aux Elstree Studios en Angleterre,. L'un représente le pont de commandement et l'autre la chambre de méditation de Dark Vador. Ces décors ont été complétés par les peintures de fond de Ralph McQuarrie.
Le pont de commandement possède une baie vitrée panoramique d'où Dark Vador peut observer les batailles et de deux travées où l'équipage travaille située à un niveau inférieur par rapport aux officiers, sur le modèle des galères antiques.
Dans l'édition spéciale de L'Empire contre-attaque sortie en 1997, on peut voir le hangar de l’Executor créé numériquement pour l'occasion et l'arrivée de la navette de Vador,. Ce dernier plan est en fait une réutilisation d'un plan de Star Wars, épisode VI : Le Retour du Jedi.
Pour la scène de la destruction de l’Executor, un dôme bouclier déflecteur fut spécialement créé. Pour figurer la collision du A-wing dans le pont de commandement, une voiture enflammée fut projetée dans le décor. Le plan montrant l’Executor s'écrasant sur l'Étoile de la Mort a été planifié grâce à des storyboards animés.

## Produits dérivés
L’Executor est l'un des véhicules de l'univers Star Wars ayant été produits sous forme de boîte de construction par Lego. Celle-ci comporte plus de 3000 pièces. Pour son set de jeu représentant la chambre de méditation de Dark Vador, Kenner ne souhaitait pas utiliser le nom Executor, un nom jugé trop menaçant. Le vaisseau fut finalement désigné sous l'appellation « Darth Vader's Star Destroyer » après consultation d'une agence de communication. En 2006, Wizards of the Coast a créé une figurine miniature du vaisseau pour son jeu de plateau stratégique Star Wars Miniatures Starship Battles. Hasbro a sorti un jouet électronique à l'effigie de l’Executor. Il est considéré comme le plus rare de la collection de véhicules Star Wars de Hasbro. En 2019, Fantasy Flight Games sort une miniature à l'effigie de l'Executor pour le jeu de figurine star wars Armada

## Destroyers stellaires réputés

### Super Destroyers Stellaires de classeExecutor
La classe Executor, ou super destroyer stellaire, est la plus puissante et la plus imposante de la flotte impériale.

#### Caractéristiques
Les origines de la conception de l’Executor sont décrites dans plusieurs guides des jeux de rôle Star Wars de Wizards of the Coast et de West End Games ainsi que dans des guides encyclopédiques consacrés à l'univers étendu de Star Wars.
Le projet de super destroyer stellaire fut commencé par l'Empire dans le cadre d'un projet nommé « projet Sarlacc » et fut conçu par Lira Wessex, ingénieure en vaisseaux spatiaux déjà conceptrice des destroyers stellaires de classe impériale et fille du célèbre ingénieur Walex Blissex. Il devait dépasser en taille le destroyer stellaire, fer de lance de la terreur impériale. Le premier prototype connaît de nombreux retards et est finalement détruit lors d'un attentat perpétré par des rebelles d'Alderaan dirigés par le sénateur Bail Organa. Ce prototype servit finalement de base à un super destroyer stellaire encore plus gros et qui servirait de vaisseau amiral à Dark Vador : l’Executor.
L’Executor fut tout d'abord construit aux chantiers navals de Kuat puis fut transféré aux chantiers navals de Fondor. Ceci permit à l'Empire de masquer la construction d'un deuxième super destroyer stellaire, son sister-ship, le Lusankya. Après avoir été placé brièvement sous le commandement de l'amiral Amise Griff, il passa sous celui de Dark Vador, qui l'utilisa pour mener le siège de la base rebelle de Yavin 4 après la destruction de l'Étoile de la Mort; cependant l'amiral Griff, muté pour s'être montré trop critique envers Vador, voulu redorer son blason en envoyant sa flotte devancer l'Executor. Mais par un heureux concours de circonstances pour la Rébellion, les deux flottes surgirent au même endroit et entrèrent en collision, provoquant la destruction de trois destroyers stellaires impériaux et la mort de l'amiral Griff. Le chaos qui s'ensuivit permit aux rebelles de fuir vers Hoth (Race for Survival, comics, 1983).
Une flotte se constitua autour de l’Executor. Trois destroyers stellaires de classe Impériale II (l’Accuser, l’Avenger et le Stalker) et deux destroyers stellaires de classe Impériale I (l’Adjudicator et le Tyrant), survivants de la flotte de l'amiral Griff, rejoignirent le vaisseau amiral de Vador pour former l'Escadron de la Mort, l'une des plus puissantes flottes que la galaxie ait connu. Cette flotte intervint sans succès sur la planète Shelkonwa pour tenter de capturer Leia Organa et Luke Skywalker (Allégeance, roman, 2007).
L'amiral Griff mort, un autre amiral fut nommé pour diriger l'Escadron de la Mort, Kendal Ozzel. Commandant officiellement la flotte, il répondait néanmoins aux ordres de Vador. Toujours à la recherche de la flotte rebelle, Vador obtint sa position en torturant un stratège rebelle capturé par l'Empire, Jorin Sol. La flotte tendit alors une embuscade aux Rebelles dans le bras de Tingel. Les pertes rebelles furent très lourdes et leur vaisseau amiral, Rebel One fut lourdement endommagé. Malgré cela, grâce à Jorin Sol, la flotte put s'enfuir in extremis (Rebellion, comics, 2006).
Par la suite, l’Executor alla à la rencontre du général Rom Mohc et de son vaisseau expérimental où il commençait à produire des droïdes de combat surpuissants, les Dark Troopers. Mais le vaisseau amiral fut infiltré par Kyle Katarn, mercenaire à la solde de Mon Mothma, qui tua Mohc et détruisit son vaisseau (Dark Forces, jeu vidéo, 1995).
L'Escadron de la Mort eut ensuite une autre opportunité de capturer Leia et Luke sur Circarpous V mais échoua une nouvelle fois après un duel où Luke parvint à défaire Vador (La Pierre de Kaiburr, comics, 1995). Bien qu'en fonction depuis plus de deux ans, l’Executor n'avait pas été inauguré. Une cérémonie grandiose fut alors organisée.

### Destroyers stellaires de classeImpériale
Les destroyers stellaires impériaux (imperial star destroyers) sont de gigantesques vaisseaux symboles de la toute-puissance impériale.
L'Imperial I est la classe de destroyer la plus utilisée par l'Empire galactique et l'une des plus puissantes de la Galaxie.
L'Imperial II est la classe de destroyer utilisée pour renforcer la puissance de la flotte impériale après la Bataille de Yavin.

#### Caractéristiques
Ce destroyer puissamment armé pouvait à lui seul réduire une planète à néant et même détruire une flotte composée de croiseurs lourds. Il fut un vrai cauchemar pour l'Alliance car l'ISD pouvait intercepter et pulvériser tous leurs vaisseaux. Seuls les croiseurs Mon Calamari MC-80 avaient une chance face à une telle puissance, et seulement s'ils s'y mettaient à 2 ou 3.
Bien supérieur à ses prédécesseurs, le Victory et le Venator, l'ISD garde une forme triangulaire, reprise notamment sur le super destroyer stellaire Executor, qui est devenue pour beaucoup le symbole de la puissance impériale.
Sa taille de 1 600 mètres, son armement composé de 2 turbolasers lourds, 60 turbolasers, 2 canons à ions lourds, 60 canons à ions et de 10 Rayons tracteurs et son bouclier généré par les deux tourelles au-dessus du centre de commandement faisaient de lui l'un des meilleurs vaisseaux de la galaxie.
Il était si puissant qu'il fut construit en série et pas moins de 25 000 exemplaires sortirent des Chantiers Navals Kuat.
Passerelle
La passerelle principale possède l'allure caractéristique des vaisseaux Impériaux et est facilement reconnaissable. La salle de commande est constituée à l'avant de neuf baies vitrées adjacentes, et au centre de deux puits d'équipages qui contiennent tous les contrôles principaux et les commandes d'ordinateur. Entre les deux puits, il y a un passage qui mène à l'arrière de la salle de commande. À droite et à gauche de cette salle existent deux alvéoles contenant les commandes des armes et des boucliers. À l'arrière de la salle de commande se trouvent le poste de communication, un turboascenseur et un système de communication pour les communications holographiques.
Armement, Vaisseaux et troupes embarqués
Un seul Destroyer Impérial possède une puissance de feu suffisante pour surclasser tous les vaisseaux ennemis et peut rendre une planète inhabitable.
L'armement principal du destroyer Impérial est composé de quatre doubles tourelles (huit au total) de chaque côté de la structure principale du vaisseau, six d'entre elles sont des Turbolasers lourds et les deux autres sont des canons à ions. Chaque turbolaser lourd mesure plus de 50 mètres de long.
Le destroyer Impérial possède aussi 60 turbolaser Taim & Bak XX-9 et 60 canons à ions répartis sur toute la coque pour pouvoir engager des cibles se trouvant devant lui et qui ne peuvent être touchées par les turbolasers lourds, ou qui ne doivent pas être détruites mais juste endommagées : en effet leur puissance de feu est bien inférieure à celle des tourelles principales. Il possède en plus 10 rayons tracteurs. Cet armement est contrôlé par les excellents ordinateurs de visée LeGrange.
Il peut embarquer 72 Chasseurs TIE organisés en 6 escadrilles. À l'époque de la Bataille de Yavin, les escadrilles étaient composées de 4 Chasseurs Tie, 1 Intercepteur TIE et 1 bombardier TIE, mais avec le temps, la proportion de Chasseurs Tie diminua au profit de l'Intercepteur Tie.
Le destroyer Impérial transporte aussi des forces terrestres. En tout temps, il peut déployer une base terrestre sur n'importe quel théâtre d'opération. Il contient aussi 20 TB-TT, 30 TR-TT et 9 700 stormtroopers. Pour transporter tout cela il possède 12 barges de débarquement, des navettes Lambda (8), Gamma (1) et sentinelles (15) et des Transports delta DX-9 (15)
Sphère Radar et Générateur de bouclier
Les deux dômes situés au-dessus de la passerelle sont, respectivement, un dôme Radar et un générateur de bouclier.
C'est Richard Edlund, responsable des effets visuels pour Lucasfilm qui a décrit pour la première fois ces dômes comme des dômes Radar inspirés des Dômes Radar sur les Navires de guerres Américains dans une entrevue en 1983 au magazine Cinefex. Plusieurs références littéraires comme The Essential Guide to Vehicles and Vessels et The Essential Guide to Weapons and Technology décrivent ces dômes comme des générateurs de boucliers déflecteurs.
Moteurs
Les propulseurs de ce géant sont au nombre de sept : trois propulseurs ioniques de grandes dimensions qui produisent une lueur bleue, et quatre plus petits, probablement utilisés comme "thrusters" supplémentaires. Le tout est alimenté par un réacteur ionique qui produit autant d'énergie qu'une petite étoile.

### Destroyers stellaires de classeVenator
Les destroyers stellaires Venator (Venator star destroyer), sont les prédécesseurs des destroyers stellaires impériaux. Ils furent utilisés par la République Galactique durant la Guerre des Clones, et par l'Empire à la fin de celle-ci et durant les années qui suivirent jusqu'au lancement de la classe impériale. Ils furent créés par Lira Wessex pour compléter la flotte républicaine, qui ne disposait pas de vaisseau capital dédié; les vaisseaux de classe Acclamator étant des transports de troupes armés, et les destroyers Victory n'étant pas assez imposant et puissant que pour remplir cette fonction. Leur utilisation comme vaisseaux amiraux par les généraux Jedi durant la guerre leur valu leur surnom de "Croiseur Jedi".

#### Caractéristiques
Un Venator mesure environ 1 155m de long pour 548m de large et 268m de haut. Il dispose d'un équipage de 7400 hommes, et peut accueillir un contingent de 2000 soldats supplémentaires. Ses soutes sont capables de recevoir jusqu'à 7000 tonnes de cargaisons et des vivres pour deux ans, et la chasse embarquée comporte environ 400 appareils en tout genres.
La grande caractéristique des Venator est leur versatilité: en effet, ils peuvent servir à la fois comme vaisseau de combat pur, comme transport de troupes et comme porte-vaisseaux. Ces vaisseaux sont en outre facilement reconnaissables grâce à leurs deux tours de commandement, la tour bâbord servant à la coordinations des escadrilles de chasseurs et la tour tribord servant aux opérations du vaisseau lui-même.